# Rohō Yukio
Rohō Yukio (露鵬 幸生 en japonés, nacido el 9 de marzo de 1980 como Soslan Feliksovich Boradzov (Сослан Феликсович Борадзов en ruso), en Vladikavkaz, Osetia del Norte-Alania, Rusia), es un exluchador de sumo. El grado más alto que logró fue el de komusubi. Su hermano menor también es un exluchador de sumo, bajo el nombre de Hakurozan. En septiembre de 2008 ambos hermanos fueron prohibidos de por vida de praticar dicho deporte tras dar positivo en un resultado de cannabis.

## Carrera
Rohō comenzó a luchar a la edad de 16 años. A los 18 años ganó el campeonato mundial de freestyle junior. A medida que su peso aumentó más allá de los 130 kg no pudo continuar la lucha, así que él tomó sumo a la edad de 20 años. En 2001 fue tercero en la categoría de peso pesado en el Campeonato Mundial de Sumo, y ganó el campeonato de Europa.

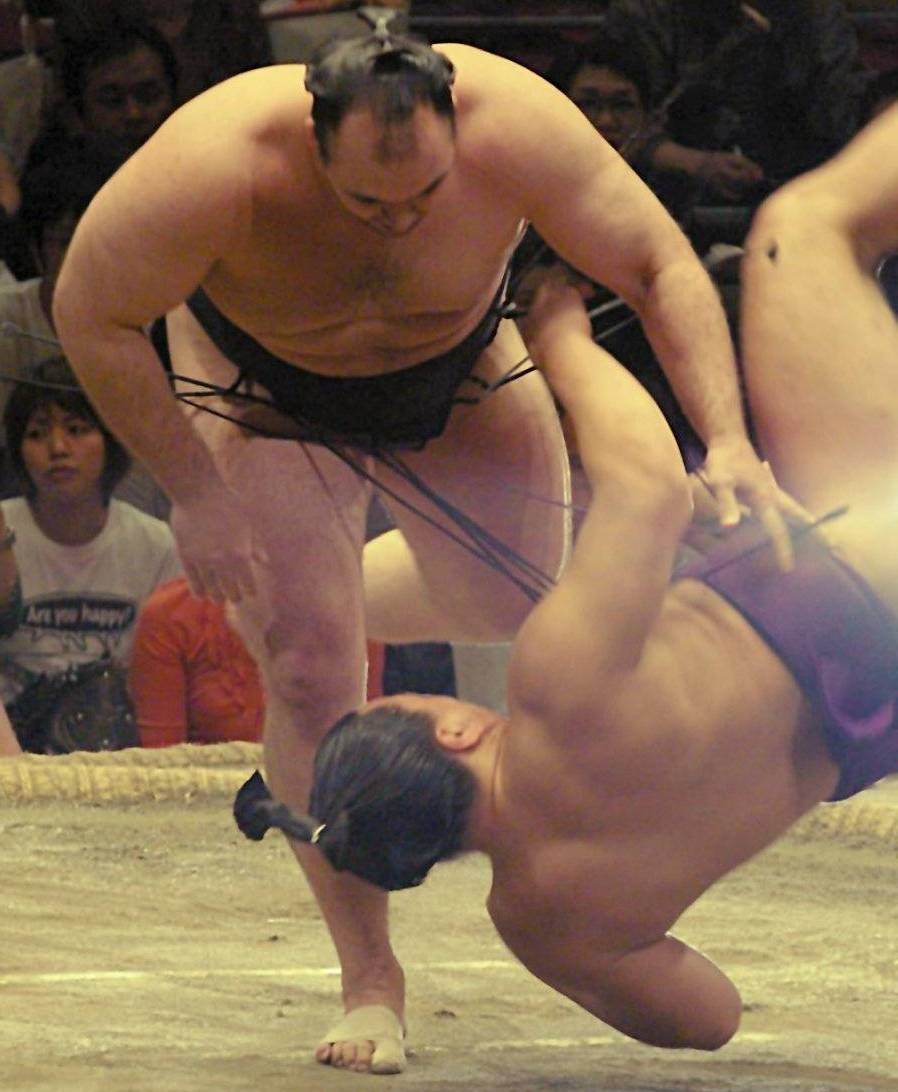
Rohō lanzando a Ama.

Llegó a Japón en febrero de 2002 junto a su hermano, uniéndose a la heya del ex yokozuna Taihō (ya transferido el yerno de Taihō, el ex sekiwake Takatōriki, fue renombrada la Ōtake beya). Su primera aparición fue en mayo de 2002, y ganó sus primeras 19 peleas. Fue ascendido a jūryō en enero de 2004, y luego a makuuchi en septiembre de 2004. Su resultado de 10 - 5 en ese torneo le valió su primer kanto-shō. También logró 10 victorias en noviembre de 2004, y en mayo de 2005 fue ascendido a maegashira 1 oeste, pero obtuvo más derrotas que victorias y no pudo alcanzar el sanyaku. En el siguiente torneo, como resultado de una lesión en la pierna, sólo logró 3 victorias y 8 derrotas y 4 ausencias. Ganó 8 peleas en el torneo de septiembre, después ganó 10 peleas en el torneo de noviembre (el mismo número de victorias que su hermano Hakurozan). En enero de 2006, ocupó el maegashira 2 este, ganó 9 combates y consiguió el ascenso a komusubi, siendo el primer ruso en alcanzar este rango. En marzo de ese mismo año ganó sólo 4 combates. Para el final de la sexta jornada del torneo julio, había conseguido 4 victorias y 2 derrotas; en el séptimo día de ese torneo, después de una derrota ante Chiyotaikai, los dos se miraron e intercambiaron palabras de enojo. Más tarde estrelló los vidrios de la puerta del cuarto de baño y recibió una fuerte advertencia, pero más tarde agredió a dos camarógrafos y fue castigado con una suspensión de tres días. Volvió en el día 11, para vencer a Kotoshōgiku, y llegó a alcanzar un registro satisfactorio de 8 - 5 - 2 para el torneo. En el siguiente torneo, como maegashira 1 oeste, consiguió un buen resultado de 10 - 5, volviendo para noviembre al grado de komusubi. Inusualmente, hubo 4 komusubi en ese torneo, como Aminishiki había logrado 11 victorias en septiembre, y Kisenosato y Kokkai, ambos lograron el kachi-koshi.

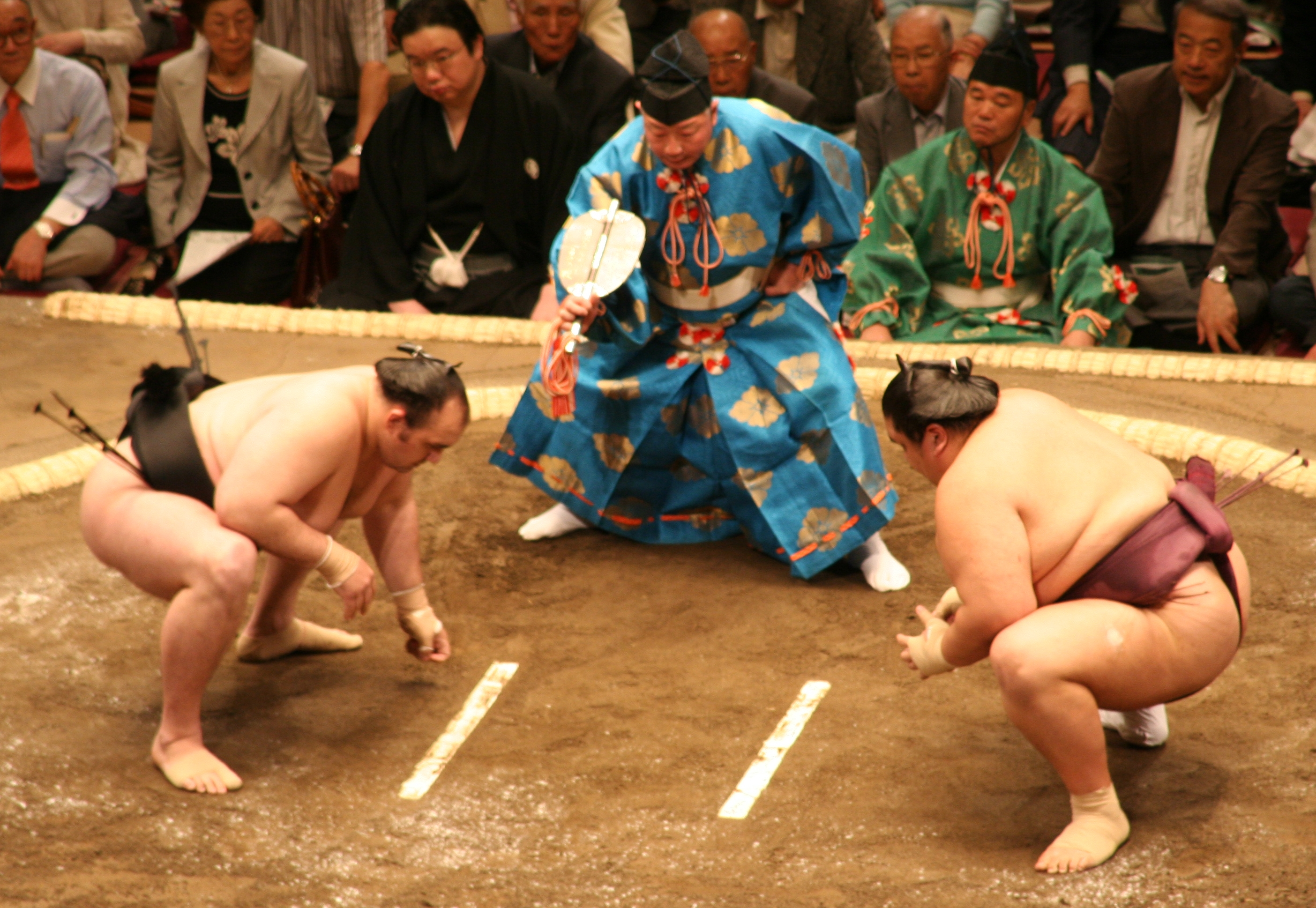
Rohō (izquierda) se enfrenta a Miyabiyama (derecha) en un combate polémico.

Después de un pobre resultado de 3 - 12 en enero de 2007, fue degradado de komusubi a maegashira. En marzo de ese mismo año obtuvo un resultado de 7 - 8 en el senshuraku. La controversia continuó siguiendo a Rohō en mayo de ese año, después de una derrota ante Miyabiyama, Rohō afirmó que no estaba listo para iniciar el combate y que debería haber sido declarado en falso. Sin embargo, ni el gyōji, ni los shimpan intervinieron en el momento del resultado, y el combate estaba hecho. En una entrevista después de la pelea, Rohō cuestionó la decisión del gyōji. Después de las críticas de la Asociación de Sumo del Japón que tal comportamiento no era apropiado para un luchador de sumo, Rohō se disculpó. Terminó el torneo con un sólido resultado de 10 - 5. En julio de ese año, después de ganar sus tres primeros combates, se lesionó la espalda y tuvo que retirarse del torneo. Permaneció en las filas de la división makuuchi como maegashira, y no se veía como para volver al sanyaku. Tuvo que retirarse del torneo mayo de 2008 después de lesionarse la espalda una vez más, pero ya había logrado 8 victorias.
Es fan del luchador ruso Fedor Emelianenko y sus intereses incluyen cine ruso y música.

## Estilo de lucha
Rohō fue especialista en yotsu sumo, pero prefirió usar el migi-yotsu. Sus kimarite favoritos eran yorikiri y uwatenage, a pesar de también se basó constantemente en henka y hataki-komi. El hataki-komi fue su segundo kimarite más usado después del yorikiri. El henka en particular, es menospreciado por los puristas del sumo, y Rohō cree que su incapacidad para recibir un premio especial de la Asociación de Sumo del Japón en el torneo de marzo de 2005, a pesar de ganar 11 combates, se debió al uso del henka en su victoria sobre Kotomitsuki.

## Escándalo de los cannabis y destitución
El 2 de septiembre de 2008, él y su hermano Hakurozan tuvieron un resultado positivo de cannabis. Esta prueba se produjo menos de dos semanas después de que su compatriota ruso Wakanohō fuera despedido después de ser arrestado por posesión de cannabis, así como la inspección sorpresa fue tomada a 69 luchadores de jūryō y luchadores de mayor rango, incluyendo los dos yokozuna. A pesar de que el Departamento de la Policía Metropolitana cuestionó a los dos luchadores y buscó en sus habitaciones, no hay acción legal que fue tomada debido a que no es ilegal a fallar una prueba de drogas bajo la ley japonesa.
El 6 de septiembre, Rohō y Hakurozan fallaron en un segundo conjunto más detallado, de las pruebas de dopaje, y él anunció que no iba a aceptar el resultado de una segunda lectura positiva para el uso de drogas en el día siguiente.
El 8 de septiembre, la Asociación de Sumo del Japón llevó a cabo una reunión de la junta directiva y se decidió por los despidos de Rohō y Hakurozan. Ambos luchadores fueron movidos de sus respectivas heyas, pero se mantuvieron en Japón con visados de corta duración y continuaron para negar las acusaciones. Sin embargo se informó por la Asociación de Sumo del Japón de que los hermanos habían admitido a los funcionarios en las pruebas que habían fumado cannabis durante un tour de Los Ángeles en junio.
El 28 de octubre, los hermanos presentaron una demanda ante el Tribunal del Distrito de Tokio en busca de revocar su despido, alegando que las pruebas se administraron de forma incorrecta. También pidieron 100 000 000 de yenes en daños. Sus demandas fueron rechazadas por el tribunal en marzo de 2009, el juez dijo: "Es reconocible que los dos utilizan la marihuana... y el uso de la marihuana era una ley para la confianza daños de la asociación". El abogado de los hermanos indicó que apelarían la sentencia.
Ellos volvieron a aparecer en la corte el 29 de junio de 2009, dando un testimonio de dos horas y media y una vez más criticó el desarrollo de las pruebas. El interrogatorio de los testigos comenzó el 31 de agosto, con Isenoumi Oyakata, Tomozuna Oyakata y Ōtake Oyakata llamados al estrado. Ōtake dijo que fue prometido por Isenoumi que Rohō no sería despedido si aceptaba tomar las pruebas más detalladas. Isenoumi respondió que el testimonio de Ōtake era "lamentable". El expresidente de la Asociación de Sumo del Japón Kitanoumi testificó el 21 de diciembre, diciendo que era la supuesta admisión de los hermanos que habían fumado en el tour de Los Ángeles que inclinó la balanza a favor de la expulsión. Rohō estuvo presente, todavía con el tradicional kimono y mage de un rikishi.
El Tribunal del Distrito de Tokio falló a favor de la Asociación de Sumo del Japón, el 19 de abril de 2010, con el juez dijo: "Se ha comprobado que las muestras de orina que mostraron resultados positivos para la marihuana eran suyas, y es impensable que se mezclaron con las muestras de los demás... la decisión de la asociación para despedirlos era adecuada dado que el uso de drogas ilegales se había convertido en un grave problema social". La decisión del tribunal fue confirmada por el Tribunal Superior de Tokio el 18 de noviembre de 2010.

## Historial[18]
| Año (Honbasho) | Hatsu Basho (enero) (ciudad de Tokio) | Haru Basho (marzo) (ciudad de Osaka) | Natsu Basho (mayo) (ciudad de Tokio) | Nagoya Basho (julio) (ciudad de Nagoya) | Aki Basho (septiembre) (ciudad de Tokio) | Kyushu Basho (noviembre) (ciudad de Fukuoka) | Victorias / Derrotas / Ausencias |
| 2002           | ─                                     | ─                                    | Maezumo Hatsu Dohyō 0 - 0            | Jonokuchi 40 Oeste 7 - 0                | Jonidan 31 Este 7 - 0                    | Sandanme 32 Oeste 6 - 1                      | 20 - 1                           |
| 2003           | Makushita 49 Oeste 5 - 2              | Makushita 33 Oeste 4 - 3             | Makushita 28 Oeste 5 - 2             | Makushita 16 Este 4 - 3                 | Makushita 12 Oeste 5 - 2                 | Makushita 5 Este 5 - 2                       | 28 - 14                          |
| 2004           | Jūryō 9 Oeste 11 - 4                  | Jūryō 3 Oeste 6 - 9                  | Jūryō 6 Oeste 10 - 5                 | Jūryō 1 Este 10 - 5                     | Maegashira 15 Este 10 - 5                | Maegashira 9 Oeste 10 - 5                    | 57 - 33                          |
| 2005           | Maegashira 5 Este 7 - 8               | Maegashira 6 Oeste 11 - 4            | Maegashira 1 Oeste 7 - 8             | Maegashira 3 Este 3 - 8 - 4             | Maegashira 10 Oeste 8 - 7                | Maegashira 8 Este 10 - 5                     | 46 - 40 - 4                      |
| 2006           | Maegashira 2 Este 9 - 6               | Komusubi 1 Este 4 - 11               | Maegashira 5 Oeste 8 - 7             | Maegashira 3 Este 8 - 5 - 2             | Maegashira 1 Oeste 10 - 5                | Komusubi 2 Oeste 8 - 7                       | 47 - 41 - 2                      |
| 2007           | Komusubi 1 Oeste 3 - 12               | Maegashira 7 Oeste 7 - 8             | Maegashira 9 Este 10 - 5             | Maegashira 3 Oeste 3 - 1 - 11           | Maegashira 9 Este 6 - 9                  | Maegashira 12 Este 10 - 5                    | 39 - 40 - 11                     |
| 2008           | Maegashira 5 Este 7 - 8               | Maegashira 5 Este 6 - 9              | Maegashira 9 Oeste 8 - 6 - 1         | Maegashira 7 Este 9 - 6                 | Maegashira 3 Oeste 0 - 0 - 15            | ─                                            | 30 - 29 - 16                     |